# Isognathus caricae
Espèce
Isognathus caricae est  une espèce d’insectes lépidoptères de la famille des Sphingidae, de la sous-famille des Macroglossinae, de la tribu des Dilophonotini.

## Description
L'imago d’Isognathus caricae est un papillon de nuit semblable aux espèces du genre Acherontia et surtout aux autres espèces du genre Isognathus. Elle s'en distingue par la bande marginale sombre de la face supérieure de l'aile postérieure, qui est remplacée par une série de stries noires le long des nervures.
Les chenilles sont très colorées, signalant par ce biais leur potentiel de toxicité aux prédateurs.

Exemples de spécimens de la collection du Muséum de Toulouse
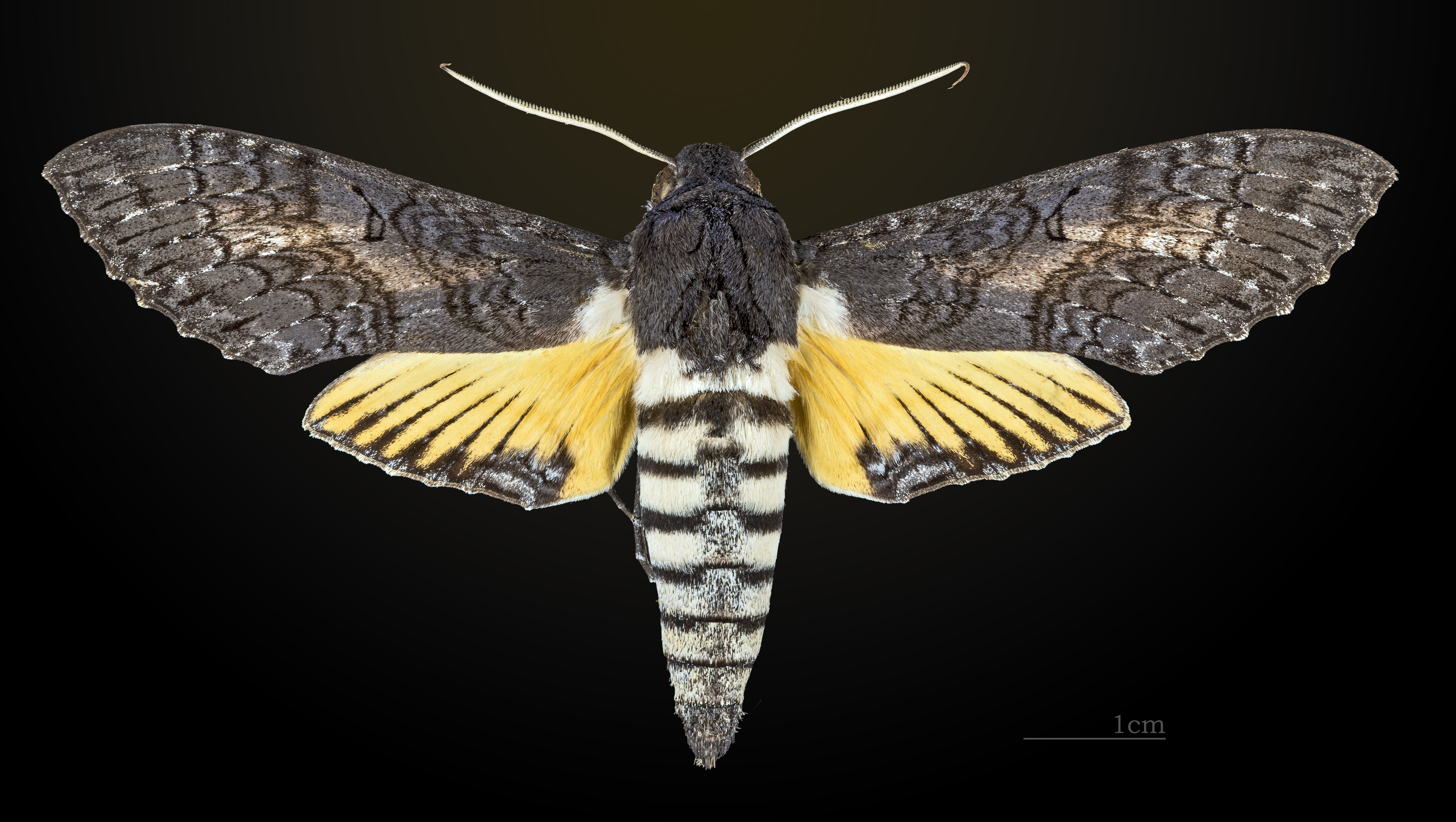
Face dorsale du mâle
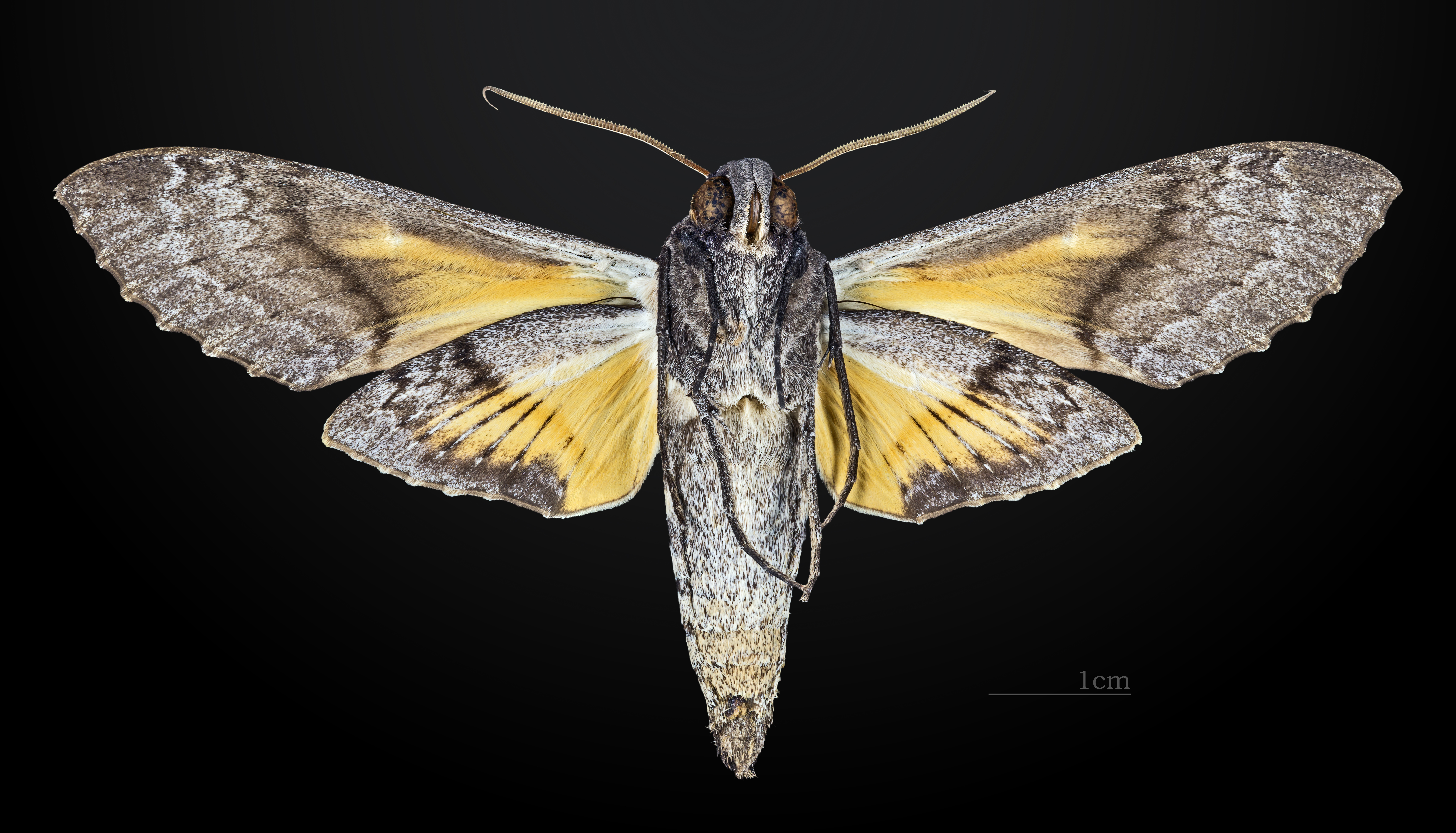
Face ventrale du mâle
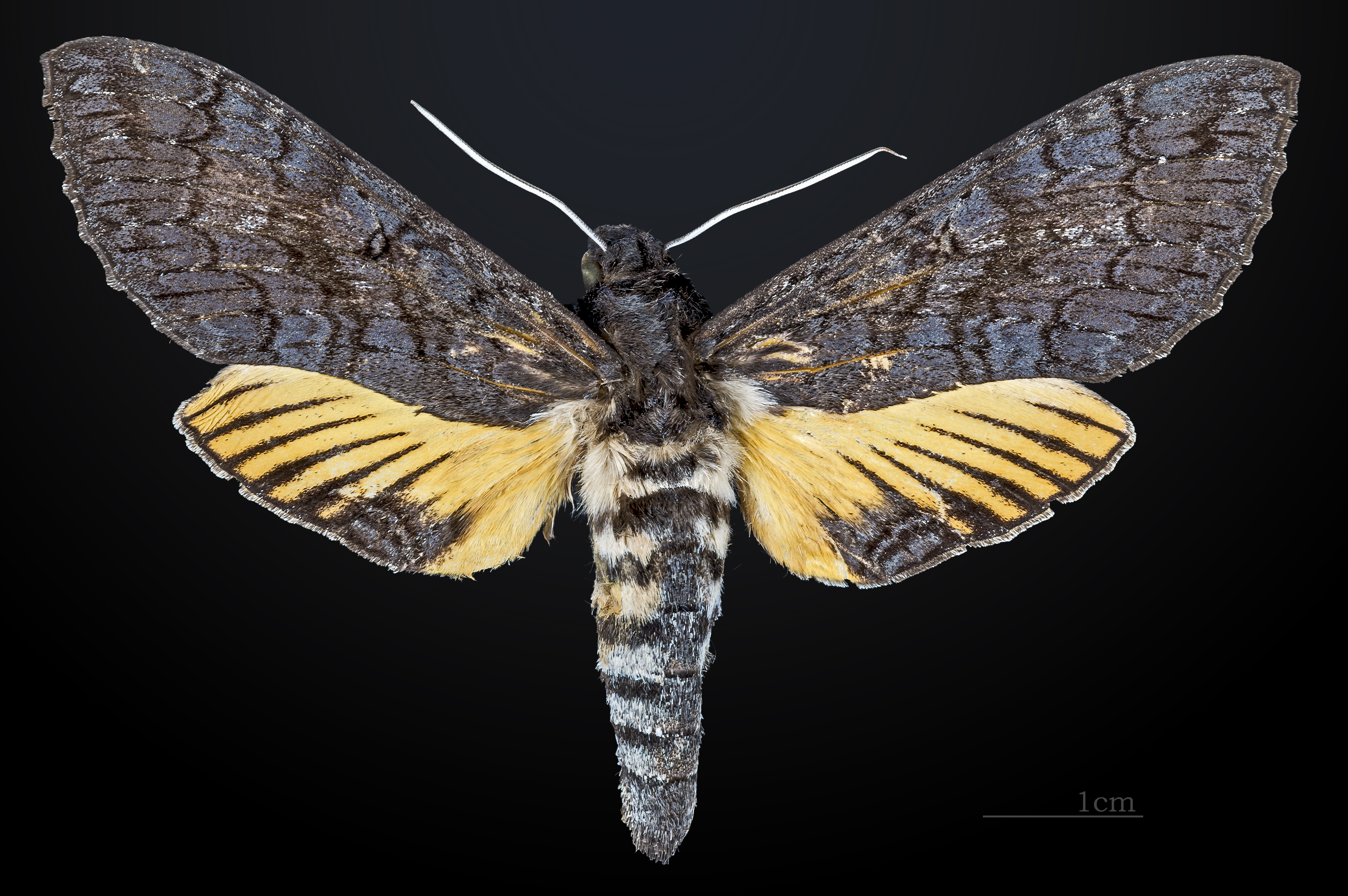
Face dorsale de la femelle
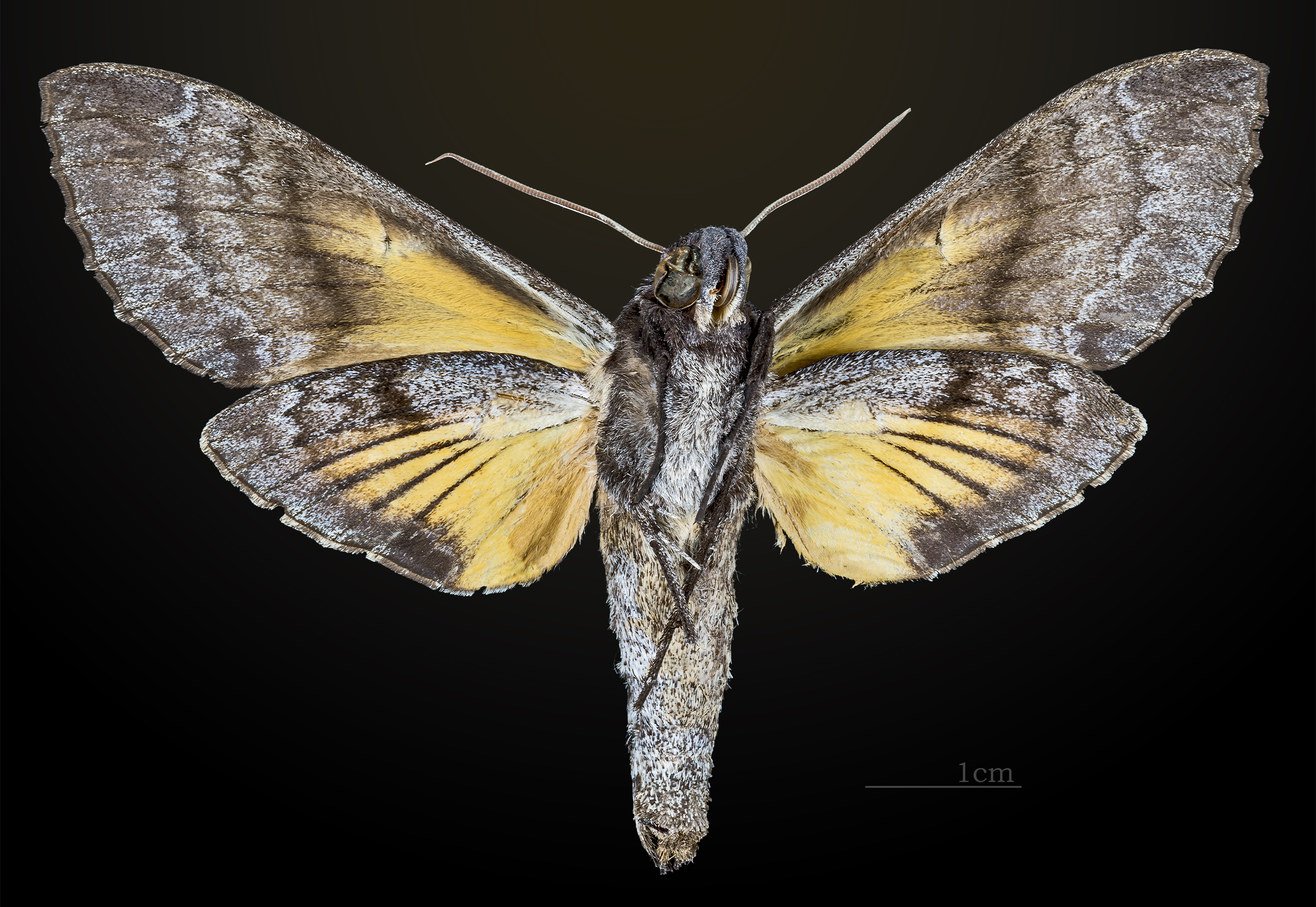
Face ventrale de la femelle

## Répartition et habitat
Répartition
L'espèce est connue au Costa Rica, en Guyane, en Bolivie, en Argentine, au Brésil et au Pérou.
Habitat
L'habitat est représenté par les forêts tropicales, à partir du niveau de la mer jusqu'à des altitudes moyennes.

## Biologie
L'espèce est multivoltine, avec des adultes qui volent pendant tous les mois de l'année. Les chenilles se nourrissent sur Himatanthus obovatus, Allamanda cathartica et Allamanda schottii.

## Systématique
L'espèce Isognathus caricae a été décrite par le naturaliste suédois Carl von Linné en 1758, sous le nom initial de Sphinx caricae.

### Synonymie
- Sphinx caricae Linnaeus, 1758  protonyme
- Sphinx cacus Cramer, 1775 [3]

### Taxinomie
Liste des sous-espèces
- Isognathus caricae caricae (Costa Rica, Guyane,  Bolivie,  Argentine et Brésil)
- Isognathus caricae rainermarxi Eitschberger 1999 (Pérou)